# Bucky Pizzarelli
John Paul "Bucky" Pizzarelli (Paterson, 9 de janeiro de 1926 – 1 de abril de 2020) foi um guitarrista estadunidense de jazz, além de tocar banjo. Era pai do também guitarrista John Pizzarelli. Bucky também trabalhou para a NBC com Dick Cavett (1971), e na ABC com Bobby Rosengarden em 1952. A lista de músicos com quem Bucky colaborou no decorrer de sua carreira inclui Les Paul, Stéphane Grappelli e Benny Goodman. Bucky creditou Django Reinhardt, Freddie Green e George Van Eps como influências em seu estilo e forma de tocar.
Faleceu no dia 1 de abril de 2020, aos 94 anos, por complicações em decorrência ao COVID-19.